# Мисюнас, Леонас
Леонас Т. Мисюнас (лит. Leonas T. Misjunas; 1909 — 1975) — латвийский и литовский боксёр, советский тренер.

## Биография
Леонас Мисюнас родился в 1909 году.
Начал заниматься боксом в 17-летнем возрасте в Риге. В 1927 году выиграл чемпионат Латвии.
В 1929 году перебрался в Литву. Четырежды становился чемпионом страны: в 1929—1930 и 1933 годах в полулёгком весе, в 1932 году — в лёгком. Выиграл ряд международных поединков.
Впоследствии работал тренером в каунасской спортивной школе спортобщества «Жальгирис». Среди воспитанников Мисюнаса — двукратный чемпион Европы 1953 и 1955 годов Альгирдас Шоцикас, бронзовый призёр летних Олимпийских игр 1956 года Ромуальдас Мураускас, В. Мазиляускас.
Был активным общественным деятелем.
Умер в 1975 году.
Заслуженный тренер СССР (1957).